# Веша (Мачерата)
Веша је насеље у Италији у округу Мачерата, региону Марке.
Према процени из 2011. у насељу је живело 49 становника. Насеље се налази на надморској висини од 714 м.